# Kuh-e Rahmat
Le Kuh-e Rahmat (en persan : « le mont de la Miséricorde ») est une montagne d'Iran, située en bordure de la plaine de Marvdasht, dans le Fars.
Elle revêtait un caractère sacré dans la Perse antique, ce qui explique qu'au pied de ses flancs et à ses extrémités nord et sud, se trouvent plusieurs monuments et villes d'époques achéménide et sassanide, comme Istakhr, Persépolis, le monument rupestre de Qadamgah, les reliefs rupestres de Naqsh-e Rajab et l'autel du feu éponyme.